# Wellens (adellijke familie)

Wapen van de familie Wellens

Wellens is een Belgische adellijke familie.

## Geschiedenis
Wellens was een notabele familie, van wie een tak in 1734 adelsverheffing verkreeg, ten gunste van Pierre Wellens (zie hierna) en in 1753 ten gunste van zijn broer Jacques (zie hierna).
De genealogie onder het ancien régime was als volgt:
- Jean-François Wellens (1667-1725), x Jacqueline Cuypers (1670-1738).
  - Pierre Wellens (1695-1769), x Marie-Anne van den Hecke (1704-1729). 
    - Charles Wellens (1729-1791), x Marie-Catherine Thiry. Hij was schepen van Nijvel.
      - François Wellens (zie hierna).

  - Jacques Wellens (1697-1786), x Isabelle van Pruysen (1697-1748).
    - Louis Wellens (1731-1788), x Hélène Geelhand (1734-1810).
      - Louis de Wellens (zie hierna).

## François Wellens
- François Joseph Henri Julien Wellens (Nijvel, 20 januari 1784 - Antwerpen, 11 juni 1861) werd stadssecretaris van Antwerpen. Hij werd in 1846 bevestigd in de erfelijke adel. In 1810 trouwde hij met Anne van Bomberghen (1789-1875) en ze kregen vijf kinderen. 
  - Frantz Wellens (1812-1897) was ingenieur en inspecteur-generaal van bruggen en wegen. Hij was gedurende 32 jaar voorzitter van de Koninklijke Commissie voor Monumenten en Landschappen en werd secretaris-generaal van het ministerie van Openbare Werken. Hij trouwde met Jeannette L'Honneux (1826-1905).
    - Jules Wellens (1853-1932), doctor in de rechten, was raadsheer bij het hof van beroep in Brussel en voorzitter van het Militair Hof. Hij trouwde met Charlotte Seydlitz (1854-1880) en met Juliette de Vaux (1866-1940).

## Louis de Wellens
Louis de Wellens van ten Meulenberg trouwde met Marie-Thérèse de Vinck. Hij werd in 1817, onder het Verenigd Koninkrijk der Nederlanden, erkend in de erfelijke adel en verkreeg in 1824 de titel baron, overdraagbaar bij eerstgeboorte.
De familie Wellens is sinds 1943 uitgedoofd in de persoon van Noël Wellens (1890-1943) en de enige overlevende naamdraagster anno 2015 is zijn dochter, Madeleine Wellens (° 1921).